# 容扎克区
容扎克区（法語：arrondissement de Jonzac）是法国滨海夏朗德省所辖的一个区。总面积1740.1平方公里，2018年总人口為68107，人口密度39人/平方公里。主要城镇为容扎克。

## 辖区
容扎克区辖有129个市镇。